# Micaela Caracaș
Michaela Caracaș, menționată în unele surse ca Micaela Caracaș, (n. 13 august 1953, București, România) este o actriță română de film, radio, teatru, televiziune și voce.

## Biografie
Michaela Caracaș s-a născut la 13 august 1953, la București. Este fiica directorilor de producție Adrian și Sidonia Caracaș.

### Teatru
Actrița a activat la Teatrul Lucia Sturdza Bulandra.

### Filmografie
- 1969 — Vîrstele omului[4]
- 1970 — Anotimpul mireselor
- 1976 — Singurătatea florilor - Mirela
- 1978 — Din nou împreună - profesoara Corina
- 1984 — Mitică Popescu - Georgeta Demetriad, patroana Băncii Perseverența
- 1992 — Visul - Portret Liviu Ciulei - ea însăși
- 2003 — Niki Ardelean, colonel în rezervă (2003) - Doina Tufaru[5]
- 2004 — Hacker - doamna Codrescu

### Viață personală
Actrița a fost căsătorită cu actorul Ion Caramitru. Cuplul are împreună trei băieți, Andrei, Matei și Ștefan, toți adulți. Niciunul dintre ei nu și-a urmat părinții în actorie.